# La Liga 2005/2006
La Liga 2005/2006 var den 75:e upplagan av Spaniens högsta liga i fotboll för herrar. FC Barcelona blev ligasegerare för 18:e gången. Säsongen började den 27 augusti 2005 och avslutades 20 maj 2006.

## Upp- och nedflyttningar
Lag som flyttats upp från Segunda División säsongen 2004/2005
- Cádiz CF
- Celta de Vigo
- Deportivo Alavés

Lag som flyttades ner till Segunda División säsongen 2005/2006
- Levante UD
- CD Numancia
- Albacete Balompié

## Tabell
| Nr | Lag                 | S  | V  | O  | F  | GM | IM | MS  | P  |
| -- | ------------------- | -- | -- | -- | -- | -- | -- | --- | -- |
| 1  | Barcelona (RL)      | 38 | 25 | 7  | 6  | 80 | 35 | +45 | 82 |
| 2  | Real Madrid         | 38 | 20 | 10 | 8  | 70 | 40 | +30 | 70 |
| 3  | Valencia            | 38 | 19 | 12 | 7  | 58 | 33 | +25 | 69 |
| 4  | Osasuna             | 38 | 21 | 5  | 12 | 49 | 43 | +6  | 68 |
| 5  | Sevilla             | 38 | 20 | 8  | 10 | 54 | 39 | +15 | 68 |
| 6  | Celta Vigo          | 38 | 20 | 4  | 14 | 45 | 33 | +12 | 64 |
| 7  | Villarreal          | 38 | 14 | 15 | 9  | 50 | 39 | +11 | 57 |
| 8  | Deportivo La Coruña | 38 | 15 | 10 | 13 | 47 | 45 | +2  | 55 |
| 9  | Getafe              | 36 | 13 | 9  | 14 | 54 | 49 | +5  | 48 |
| 10 | Atlético Madrid     | 38 | 13 | 13 | 12 | 45 | 37 | +8  | 52 |
| 11 | Real Zaragoza       | 38 | 10 | 16 | 12 | 46 | 51 | −5  | 46 |
| 12 | Athletic Bilbao     | 38 | 11 | 12 | 15 | 40 | 46 | −6  | 45 |
| 13 | Mallorca            | 38 | 10 | 13 | 15 | 37 | 51 | −14 | 43 |
| 14 | Real Betis          | 38 | 10 | 12 | 16 | 34 | 51 | −17 | 42 |
| 15 | Espanyol            | 38 | 10 | 11 | 17 | 36 | 56 | −20 | 41 |
| 16 | Real Sociedad       | 38 | 11 | 7  | 20 | 48 | 65 | −17 | 40 |
| 17 | Racing Santander    | 38 | 9  | 13 | 16 | 36 | 49 | −13 | 40 |
| 18 | Deportivo Alavés    | 38 | 9  | 12 | 17 | 35 | 54 | −19 | 39 |
| 19 | Cádiz               | 38 | 8  | 12 | 18 | 36 | 52 | −16 | 36 |
| 20 | Málaga              | 38 | 5  | 9  | 24 | 36 | 68 | −32 | 24 |

## Utmärkelser

### Pichichitrofén
Pichichitrofén delas ut till den spelare som gjort flest mål under säsongen.
| Spelare             | Mål | Lag             |
| ------------------- | --- | --------------- |
| Samuel Eto'o        | 26  | Barcelona       |
| David Villa         | 25  | Valencia        |
| Ronaldinho          | 17  | Barcelona       |
| Diego Milito        | 15  | Zaragoza        |
| Ronaldo             | 14  | Real Madrid     |
| Fernando Baiano     | 13  | Celta de Vigo   |
| Fernando Torres     | 13  | Atlético Madrid |
| Juan Román Riquelme | 12  | Villarreal CF   |
| Éwerthon            | 12  | Zaragoza        |

### Zamoratrofén
Zamoratrofén delas ut till den målvakt som släppt in minst mål per match.
| Målvakt               | Insläppta mål | Matcher | Genomsnitt | Lag                 |
| --------------------- | ------------- | ------- | ---------- | ------------------- |
| José Manuel Pinto     | 28            | 37      | 0.76       | Celta de Vigo       |
| Santiago Cañizares    | 29            | 36      | 0.81       | Valencia            |
| Víctor Valdés         | 29            | 35      | 0.83       | Barcelona           |
| Leo Franco            | 31            | 34      | 0.91       | Atlético Madrid     |
| Iker Casillas         | 38            | 37      | 1.03       | Real Madrid         |
| Andrés Palop          | 37            | 36      | 1.03       | Sevilla             |
| Sebastián Viera       | 30            | 29      | 1.03       | Villarreal          |
| Toni Prats            | 36            | 31      | 1.16       | Mallorca            |
| Ricardo               | 35            | 30      | 1.17       | Osasuna             |
| José Francisco Molina | 45            | 38      | 1.18       | Deportivo La Coruña |

### Fair Play-utmärkelsen
| Ranking | Lag                 | Poäng |
| ------- | ------------------- | ----- |
| 1       | Barcelona           | 86    |
| 2       | Valencia            | 98    |
| 3       | Celta Vigo          | 99    |
| 4       | Real Sociedad       | 106   |
| 5       | Alavés              | 114   |
| 6       | Villarreal          | 116   |
| 7       | Espanyol            | 124   |
| 7       | Mallorca            | 124   |
| 9       | Cádiz               | 125   |
| 10      | Athletic Bilbao     | 128   |
| 11      | Getafe              | 130   |
| 12      | Deportivo La Coruña | 131   |
| 12      | Real Madrid         | 131   |
| 14      | Zaragoza            | 136   |
| 15      | Sevilla             | 163   |
| 16      | Osasuna             | 171   |
| 16      | Racing Santander    | 171   |
| 18      | Málaga              | 179   |
| 19      | Betis               | 183   |
| 20      | Atlético Madrid     | 187   |

- Källa: Guia Diario AS de La Liga 2006/2007, s. 144 (sportmagasin)

## Anmärkningslista
1. ↑  Espanyol kvalificerade sig för Uefacupen 2006/2007 via vinst i spanska cupen 2005/2006.